# Minuisis
Minuisis is een geslacht van neteldieren uit de klasse van de Anthozoa (bloemdieren).

## Soorten
- Minuisis granti Alderslade, 1998
- Minuisis pseudoplanum Grant, 1976